# میلجویل (جورجیا)
میلجویل، جورجیا (به انگلیسی: Milledgeville, Georgia) یک شهر در ایالات متحده آمریکا با جمعیت ۱۸٬۳۸۲ نفر است که در جورجیا واقع شده‌است.

## موقعیت جغرافیایی
موقعیت جغرافیایی شهرها و مناطق اطراف به شرح زیر است: